# Rijnsburgse Boys
Il Rijnsburgse Boys è una società calcistica olandese con sede a Rijnsburg.

## Storia
Il club fu fondato il 24 marzo 1930. Nel 2005-06 ha vinto il titolo di divisione nella Hoofdklasse, titolo poi rivinto anche l'anno successivo.

## Palmarès
- Hoofdklasse Titolo di divisione:
  - Vincitore (2): 2005-06, 2006-07

### Altri piazzamenti
- Derde Divisie:

Promozione: 2016-2017

## Giocatori celebri
- Richal Leitoe